# NGC 2936
NGC 2936，即阿普142（Arp 142），是一個交互作用中的螺旋星系，距離地球約3.26億光年，在天球上位於长蛇座。部分天文學家認為該星系外觀像企鵝或海豚。